# Histoire des Juifs à Pilica

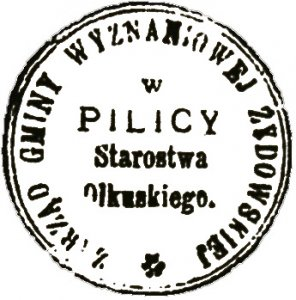
Tampon de la communauté juive de Pilica

L'histoire des Juifs à Pilica en Pologne remonte à la fin du XVIe siècle. Dès la première moitié du XIXe siècle, les Juifs sont majoritaires dans la ville et participent activement à son développement industriel et commercial. Leur nombre va décroitre dans l'entre-deux-guerres principalement en raison de la migration vers les grandes villes polonaises. La communauté juive est anéantie pendant la Shoah.
Pilica est une ville de Pologne, située dans le sud du pays, dans la voïvodie de Silésie. Située à 60 km au nord-ouest de Cracovie et à 60 km à l'est de Katowice, elle compte actuellement un peu moins de 2 000 habitants. 

## Histoire de la communauté juive

### L'arrivée des premiers Juifs
La première mention de la population juive remonte à 1581, lorsque l'évêque de Cracovie, Piotr Myszkowski, au nom du clergé de Pilica, accuse les Juifs d'insulter l'hostie. Cependant, à l'issue du procès, ils sont innocentés des accusations. Á cette époque, les Juifs vivent dans une enclave au pied de la colline, sur laquelle un monastère franciscain sera construit plusieurs centaines d'années plus tard.
En 1598, le visiteur apostolique Krzysztof Kazimirski, futur évêque de Kiev, sous la menace d'excommunication, interdit à la population catholique d'héberger des Juifs chez eux comme locataire. La première trace de l'activité économique juive est une information selon laquelle Moïse Markowicz et Józef Dawidowicz louent une saline près de Będzin et apportent du sel à Pilica, ce qui dure jusqu'en 1630. En 1635, Izrael Abramowicz loue une tente pour vendre de la bière, du miel et de la vodka. Mais après 1635, le propriétaire Stanisław Warszycki expulse la population juive de la ville. Le bâtiment de la synagogue en brique est alors transformé en une église dédiée à Sainte-Barbe.

### L'essor de la communauté auXVIIeetXVIIIesiècles
Les Juifs reviennent à Pilica après la mort du chatelain et de son fils en 1690, lorsque le nouveau propriétaire de la ville, Michał Warszycki, un parent éloigné, les autorise de nouveau à s'installer à Pilica. Le quartier juif se situe alors dans une zone comprise entre la place du marché, la rivière Pilica et les rues actuelles Łazienna et Markowska.  Grâce à cette permission, en 1700 les Juifs possèdent déjà une salle de prière, un heder et un mikvé (bain rituel) à Pilica. Le privilège leur permettant de posséder une synagogue et un cimetière, est accordé en 1731, par l'héritière Maria Józefa Sobieska née Wessel. D'autres privilèges leur sont accordés en 1733, 1753 et 1787. Malgré cela, les conflits entre Juifs et chrétiens, concernant les activités commerciales sont fréquents. En 1733, le bourgmestre et ses conseillers protestent auprès de l'administrateur du château contre les aubergistes juifs qui produisent des quantités excessives de bière et de vodka. En 1733, Maria Sobieska édicte un autre privilège qui organise le statut juridique des Juifs et définit les règles du commerce et de l'artisanat. En 1735, aubergistes juifs et chrétiens parviennent à un accord afin d'agir ensemble contre les aubergistes clandestins. En 1737, les Juifs de Pilica doivent payer 1 293 złotys de capitation. En 1753, Maria Sobieska autorise les Juifs à choisir librement leur rabbin. Un an plus tard, son successeur, Teodor Wessel, déclare dans un privilège accordé à la guilde des bouchers que seuls deux Juifs sont autorisés à exercer le métier de boucher. En 1756, les loyers des terres et des forêts sont payés par 125 chrétiens et 27 Juifs de Pilica. Les Juifs payent également un loyer foncier pour le cimetière.

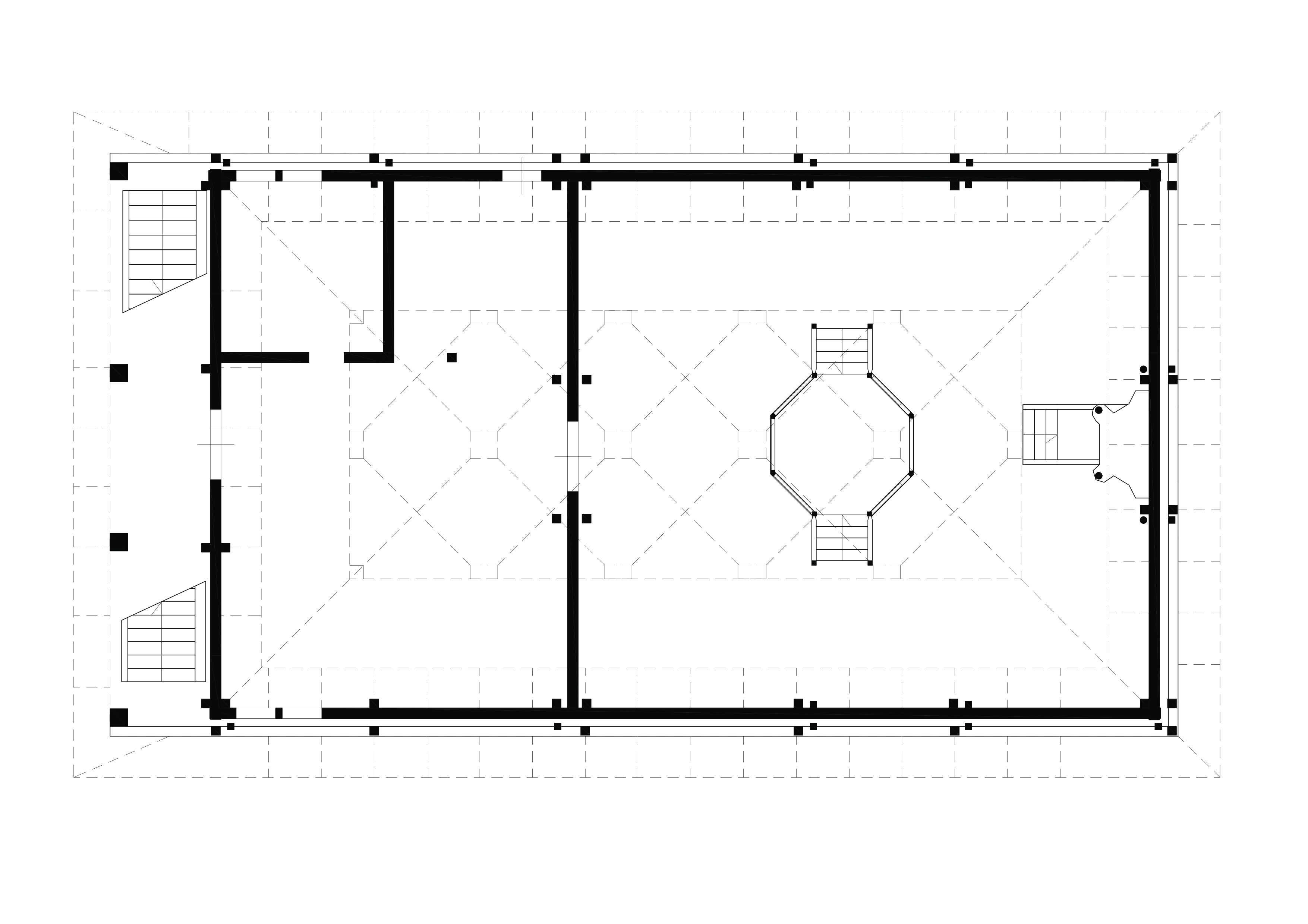
Plan du rez-de-chaussée de la synagogue
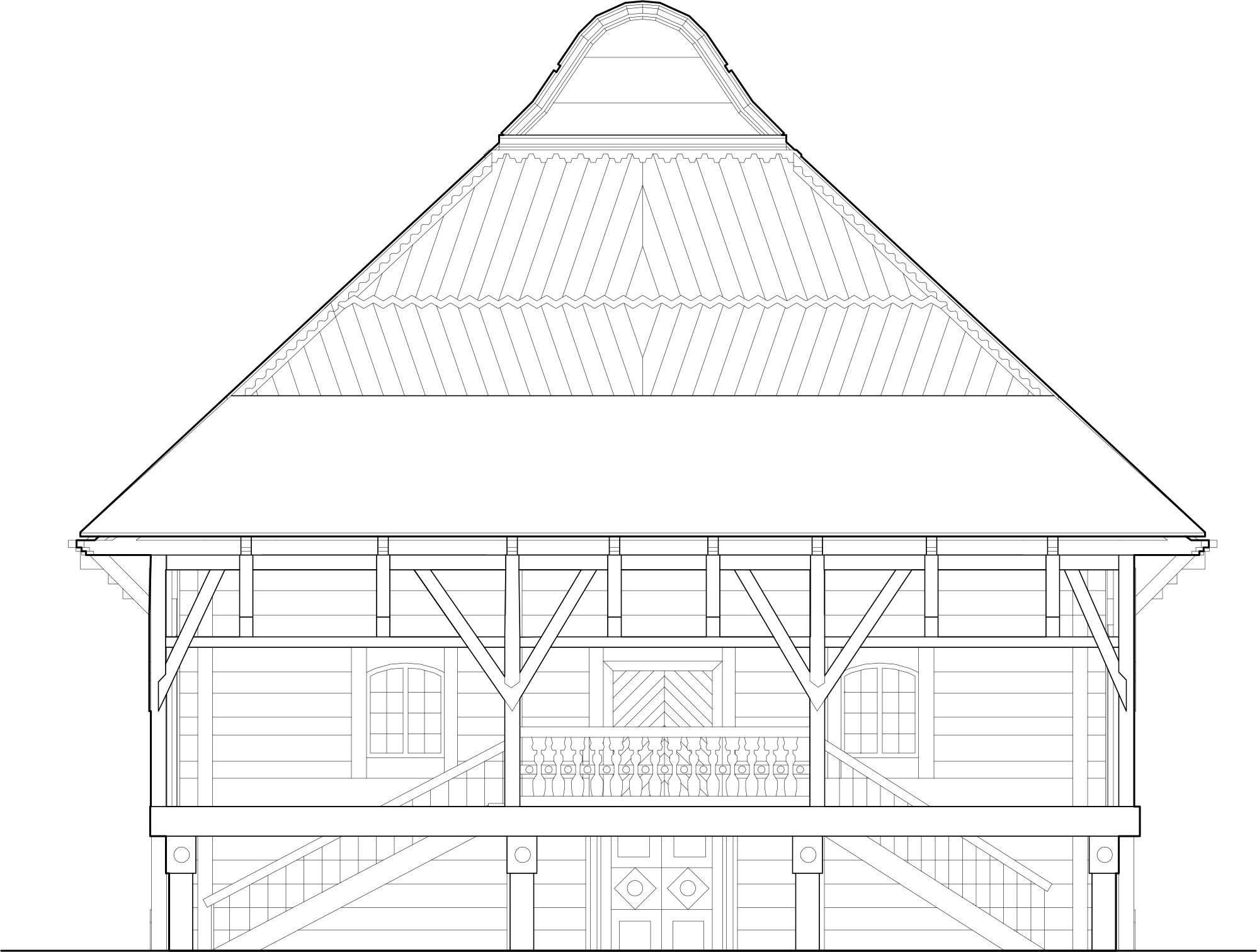
Élévation de la façade de la synagogue
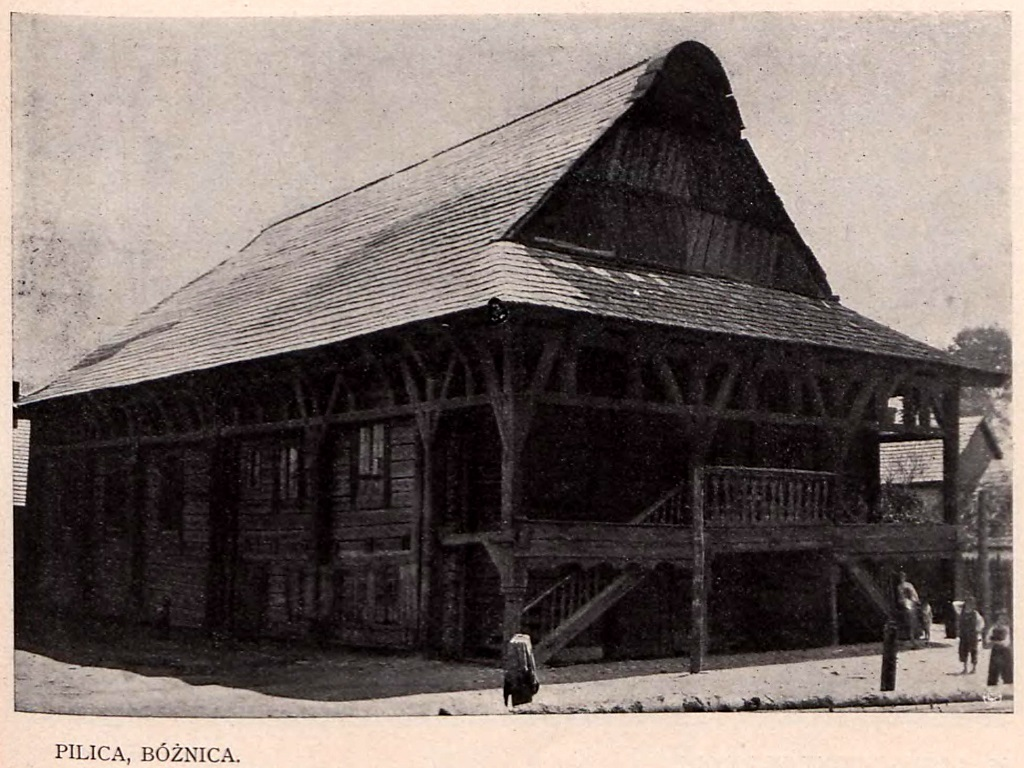
Vue de la façade de la synagogue
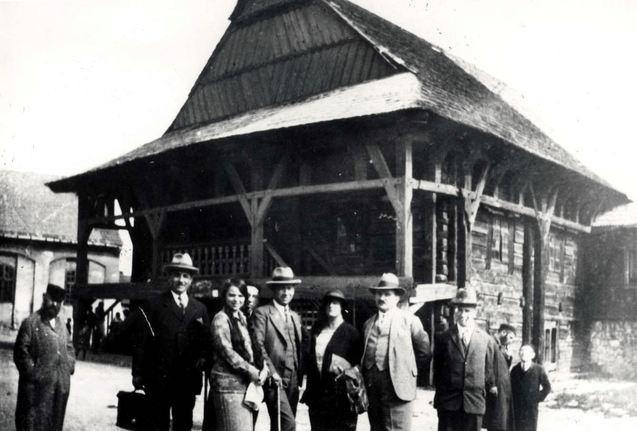
Des habitants juifs devant la synagogue
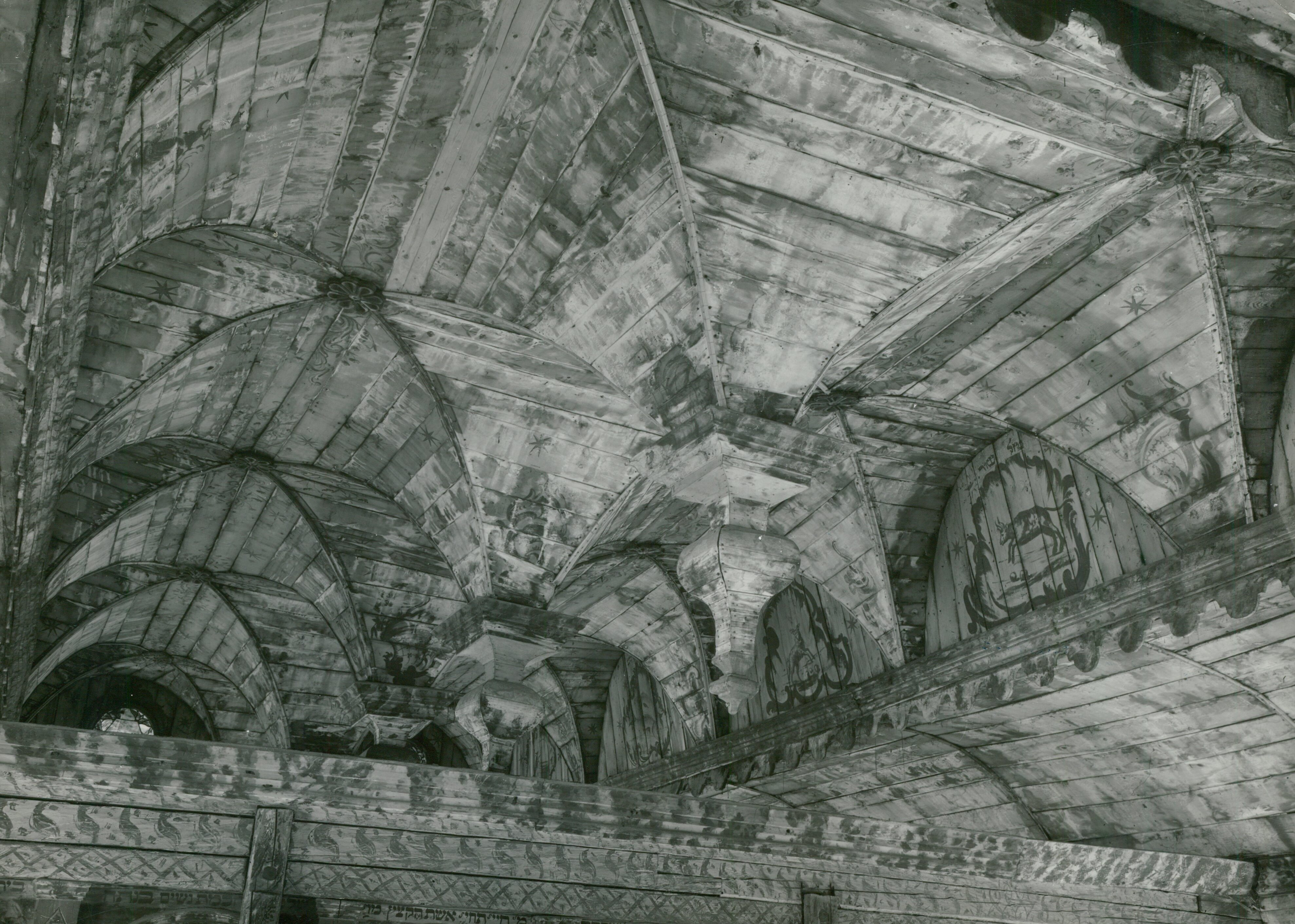
Plafond de la synagogue (vers 1936)

En 1763, la dernière réunion du Conseil des Quatre Pays, qui réunit les délégués de la population juive de toute la Pologne, a lieu à Pilica. Ils y discutent des moyens de réduire l'influence des Frankistes, qui reçurent la noblesse en échange de leur conversion au catholicisme. En 1765, selon le recensement de la capitation, 506 Juifs vivent dans la ville, et 651 en comptant les villages voisins dont les membres sont rattachés à la communauté de Pilica. Parmi eux, on compte 45 de moins de 17 ans exemptés de l'impôt.   En 1790, il y a une école juive. En 1791, la ville compte déjà 225 bâtiments, dont 171 appartiennent à des chrétiens et 54 à des juifs.
Les marchands juifs de Pilica partent à l'étranger avec des marchandises en passant par la douane de Siewiersk et reviennent avec des achats en passant par la douane de Koziegłowy. Ils exportent de l'anis, des tissus cardés et des animaux de ferme, et ramènent de la céramique, du verre, du sucre de mélisse, du poisson et diverses sortes d'épices en provenance du sud. D'après les registres des douanes de Będzin, Koziegłowy et Siewierz de 1765, qui répertorient le nombre de marchands, la quantité et la taille des chargements et la quantité de bétail conduit, il apparaît que les marchands utilisent des charrettes à deux chevaux et, sachant que la charge moyenne d'une charrette chargée par cheval est de 5 à 5, 5 quintaux, on en déduit que le chargement complet contient environ 10 à 11 quintaux de marchandises.
Les marchands juifs entretiennent également des relations commerciales avec l'entail de Pińczów de la famille Myszkowski, qui est alors dirigée par le 10e héritier Franciszek Wielopolski, maréchal de la cour, futur maire de la ville de Cracovie, qui garde des contacts étroits avec le propriétaire de Pilica, Teodor Wessel. 
En 1786, un groupe de Juifs dirigé par Joachim Salomonowicz, connu sous le nom de Batog, est accusé d'avoir pénétré par effraction dans l'église paroissiale et d'avoir emporté des ex-voto et des objets liturgiques d'une valeur de 32 120 złotys. Le roi Stanisław August Poniatowski délivre un sauf-conduit aux accusés Jakim Salomonowicz Batog, Abraham Dawidowicz Temek, Zelman Natanowicz, Abraham Lewkowicz, Nosen Szmulewicz, Izrael Abrahamowicz et Menkie[s] Ajzykowicz de Pilica, détenus par le propriétaire de la ville dans le centre de détention local, pour une durée de six mois. Ils doivent être jugés par le tribunal de Cracovie. Le procès initié devant ce tribunal ne peut s'achever pendant la période du sauf-conduit, et le roi le prolongea de six mois supplémentaires. Cette fois, le document garantit la sécurité des accusés, de leur épouse et de leurs enfants jusqu'à la fin de l'audience. Un an plus tard, Stanisław August décrète le privilège de servitude, c'est-à-dire l'exclusion de Joachim Salomonowicz de Pilica de la juridiction municipale.
Selon le recensement diocésain de 1787, la ville compte 1 122 habitants, dont 274 juifs, correspondant à 24,4 % de la population totale. Le recensement national des juifs de cette année-là fait état de 50 maisons juives habitées par 260 personnes. En 1789, la ville compte 339 maisons, dont 76 juives, et 1 310 habitants, dont 366 juifs. Un an plus tard, on dénombre 244 maisons à Pilica, dont 73 juives. 
Selon le recensement du 28 février 1791, effectué à la demande des bureaux d'enregistrement civil et militaire de la voïvodie de Cracovie, il y a dans la ville 51 maisons juives habitées par 268 personnes (125 hommes et 143 femmes), soit en moyenne 5,2 personnes par maison juive. Seuls 17 enfants de moins de 10 ans sont enregistrés à cette époque. Le faible nombre moyen de personnes vivant dans une maison et le faible pourcentage d'enfants de moins de 10 ans indiquent que l'enregistrement de la population était certainement incomplet.
En 1790, il y a une école juive à Pilica. Les Juifs possèdent 25 des 38 maisons de la place du marché et 26 des rues de la ville. L’année suivante, ils achètent trois autres maisons sur la place du marché. En 1791, la ville compte 225 bâtiments, dont 171 appartiennent à des chrétiens et 54 à des juifs. La communauté juive compte à cette époque 268 personnes. 

### La communauté auXIXesiècle
En 1819, il y a quatre boutiques juives dans la ville. En 1821, les Juifs constituent près de la moitié des habitants de Pilica. Ils sont au nombre de 1 278 sur 2 572 habitants. En 1822, lorsque Judka Hirszberg achète une maison à l'héritière Kownacka, un seul bâtiment de la place du marché reste aux mains des chrétiens. 
En 1827, sur 2 861 habitants de Pilica, il y a 1 096 Juifs. En 1829, presque tout le commerce et l’artisanat est aux mains des Juifs. Certains d’entre eux exercent des activités officielles. 35 Juifs qui font le commerce du fer, de la laine domestique, du hareng, du verre, des peaux, du papier, des fruits secs, du vieux cuivre, de l'étain et du plomb, du houblon et des céréales sont sanctionnés pour défaut de licence.
En 1834, le conseil de la voïvodie de Cracovie interdit l'enterrement des morts dans l'ancien cimetière. C'est un cimetière d'une superficie de 1 900 coudées, entouré d'un mur de pierre et d'une rangée de vieux tilleuls. En 1837, les Juifs sont autorisés à acheter 8 aunes de terrain pour agrandir le cimetière et l'entourer d'un mur. En fait, ils présentent au commissaire d'Olkusz l'autorisation d'agrandir le cimetière de 6 400 coudées et, malgré les protestations du curé, commencent la construction. Malgré les interdictions, les morts y sont enterrés jusqu'en 1860. Á partir de cette date, un nouveau cimetière fonctionne près du village de Czarny Las, distant d'une vingtaine de kilomètres de Pilica, qui à l'origine est également entouré d'un mur de pierre calcaire.
En 1838, l'adjudication du bail des poids et mesures est remportée par Israel Tatarka pour 100 złotys et 15 gros. Celui sur la fourniture de l'engrais est repris par Aron Zepelman pour la somme de 8,6 złotys payable pendant 3 ans. 
En 1851, Chrétiens et Juifs s'adressent conjointement à la Commission gouvernementale pour demander l'exonération des impôts sur les salaires, des taxes forestières, de la redevance sur les liqueurs étrangères, sur les thalers ainsi que sur les avantages en nature payés au propriétaire de la ville. Cette demande est rejetée en 1853.
Lors de l'insurrection de Janvier en 1869 contre l'Empire russe, la ville prend une part active à la lutte pour l'indépendance. En réponse, le régime tsariste la prive en 1869 de son droit de cité, alors qu'elle compte 3 357 habitants, dont 2 267 Juifs. Trois grands incendies au XIXe siècle contribuent également au déclin de la ville.
Le début des années 1870 voit le développement d'importantes entreprises. L'usine de papier C. A. Moes, emploie en 1876 166 personnes. L'industrie minière prend aussi son essor. En 1876, un incendie ravage les maisons de la partie nord de la place du marché et des rues Żarnowiecka et Lelowska. En tout, 61 bâtiments juifs sont détruits. En 1878, un autre incendie ravage Pilica. Une explosion s'est produite dans la maison de Rozala Batawia et a détruit le côté ouest de la place du marché. 50 maisons sont brûlées. Parmi les personnes qui participent à l'opération de lutte contre l'incendie, Aba Kranz se distingue. Après l'incendie, se produit une émigration massive de personnes vers Zawiercie, Łódź et les environs de Cracovie.
En 1883, la ville compte 4 604 habitants et 220 maisons. En 1885, on écrit à propos de Pilica : « [...] les flaques d'eau dans les rues ne tarissent jamais et les cours sont toutes aussi sales que des poubelles ». En 1886, un incendie détruit à nouveau la ville. En conséquence, plus de 200 familles juives se retrouvent sans abri et la plupart d'entre elles quittent Pilica pour s'installer dans des grandes villes. En 1897, 1 287 Polonais et 2 688 Juifs vivent à Pilica. La plupart d’entre eux travaillent dans l’artisanat ou le commerce. Les commerçants et intermédiaires de Pilica sont renommés en Pologne. 

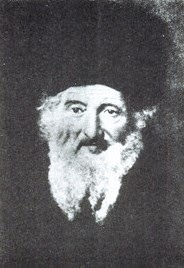
Le rabbin Pinchas Menachem Justman

### La montée du hassidisme
Au tournant des XIXe et XXe siècles, après la mort du tsadik de Góra Kalwaria, Yehudah Aryeh Leib Alter, troisième rebbe de la dynastie hassidique de Gour, certains de ses fidèles vont suivre son beau-frère Pinchas Menachem Justman, connu sous le nom de Siftei Tzadik, rabbin à Pilica. La ville devient un centre célèbre de l'hassidisme, car un nombre important de hassidim vont faire des pèlerinages pour rencontrer le tzadik". Celui-ci restera à Pilica jusqu'en 1915, date à laquelle il part s'installer à Wieruszów. En 1919 il s'établit à Częstochowa, où il sert comme rebbe et meurt l'année suivante. Le quartier de la synagogue est dirigé par le rabbin Pinkus Rotenberg. 
Pilica est alors l'une des rares villes, pouvant se vanter d'avoir une synagogue tricentenaire construite en bois de mélèze.

### La communauté dans la période de l'entre-deux-guerres
Après la fin de la Première Guerre mondiale, Pilica devient partie intégrante de la Deuxième République polonaise. En 1927, il y a 225 maisons dans la ville, la plupart à un étage. 3 300 personnes y vivent : « En moyenne, il y a 4 familles par maison… ». La densité est donc élevée. Dans l’entre-deux-guerres, Pilica est connue pour sa production de chaussures. 
Les plus grandes usines appartenant à des Juifs à la fin des années 1920 comprennent : la centrale électrique et le moulin de G. Lichtensztajn, la scierie de D. Rajzner, l'usine d'eau gazeuse de L. Jakobson et l'entreprise d'automobiles de Miński et Toborowicz. On peut également citer l'atelier de ferblanterie de Ch. Kaca, fabrique de chapeaux de I. Jakobson, l'atelier de reliure de A. Wasserman, la cordonnerie de  W. Hochman, , l'atelier de couture de L. Sztylman, M. Grosfeld, H. Lancman, F. Sztybel, B. Wajnreb, les boulangeries de M. Grosfeld, H. Lancman, F. Sztybl, B. Wajnreb, Ch. Zegielman, Ch. Zylbersztajn et I. Zyzman, les boucheries de Ch. Fajman, M. Feder, A. et L. Gentrajchendler. Parmi les points de vente les plus importants, on peut citer: le marchand de tissus S. Rajzman, le magasin de farine de A. Szwarcbaum, les épiceries : M. Binensztok, M. Feder, B. Frydrych, K. Goldkorn, H. Hagierman, L. Hercberg, N. Hochcajt, R. Rotsztajn, R. Szwarcberger et M. Wasserman. Le tabac est commercialisé par A. Rapaport, les vêtements par M. Mendelson, le charbon par R. Ehrenrajch et I. Kaner, les céréales par D. Leichter et le fer par A. Orbach, E. Zylbersztajn et A. Wajnsztajn.
De plus, F. Gildkorn tient une auberge. La société de transport et d’automobile appartient à Minsk et à Taborovich;  Hersz Majer et Lejbuś Goldkorn sont grossistes en vin et vodka. Les prêts peuvent être contractés auprès des banques suivantes : la banque populaire, la banque coopérative et la banque industrielle et commerciale.  

### Les comptes de la communauté dans l'entre-deux-guerres
Les premiers documents financiers concernant la communauté religieuse de l’entre-deux-guerres remontent à 1923. Ils montrent que le salaire du rabbin Baruch Kalma Shtrenfeld, approuvé par le Ministère, s'élève à 1 million de marks. Le staroste a informé le conseil communautaire qu’il est autorisé à louer les bains publics et le mikvé, car ceux-ci ne sont pas rentables. La taxe d’abattage est fixée pour un bœuf ou d’une vache à 10 000 marks, pour les veaux et les moutons à 7 000 marks, pour les chèvres à 5 000 marks, pour les oies à 1 800 marks et pour les poulets à 700 marks.
Le conseil d’administration de la communauté juive, élu en 1924, se compose de : Josek Moszek Jakóbson, Enoch Zelcer, Chaim Paryzer, Moszek Konopiński, Dawid Paryzer, Lejbuś Cymerman, Chaim Rothsztajn, Dawid Hercberg. J.M. Jakóbson est entré en qualité de membre du conseil précédent. Ils se décrivent tous comme orthodoxes. La composition professionnelle est de 1 cordonnier, 1 ouvrier, les autres sont des marchands et des artisans.
En 1924, un représentant du staroste effectue une inspection complète des maisons de prière situées dans des maisons privées. À la suite de cela, il ordonne la fermeture des lieux de prière situés dans les bâtiments appartenant à Samuel Monowicz, Perla Erlich, Rafał Rusinek, Alter Baum, Henryk Wajnsztok et Szapsa Rajzman, en raison d'une situation sanitaire désastreuse. Il note également que Pilica possède deux synagogues, et donc suffisamment d'endroits pour prier.
En 1924, la taxe d'abattage est fixée pour un bœuf ou une vache à: 5 millions de marks; pour une génisse à 4 millions de marks; pour un veau à 3 millions de marks, pour un mouton à 2 millions de marks; pour une oie à 600 000 marks et pour un poulet à 300 000 marks. Les shohets (abatteurs rituels) sont les bouchers Mendel Binsztok et Szloma Sztajnfeld.
En 1925, la starostie attire l’attention de la communauté sur la nécessité de réglementer la question de l'abattage. L’argent de l’abattage rituel était collecté par les shohets, ce qui allait clairement à l’encontre des recommandations du ministère.
En 1925, la communauté juive de Pilica compte 2 850 personnes et son président est E. Zalcerz. 291 familles payent une cotisation. Pendant l'année, l’abattage a permis de récolter 11 248,94 złotys. La Hevra Kaddisha (fraternité funéraire) perçoit une partie des frais auprès des familles, ce qui viole les dispositions légales applicables. La comptabilité est décrite comme rationnelle. Le salaire du rabbin Sztrenfeld s'élève à 400 złotys par mois, soit 4 800 złotys par an. 
En août 1925. Le ministère ordonne au rabbin d’augmenter son salaire de 800 złotys. Dans le même temps, il est mentionné que les revenus de l'abattage des animaux sont sous-estimés compte tenu du nombre de familles.
À l’occasion de l’évaluation du budget de 1926, l’attention de la Commission municipale est attirée sur certaines irrégularités. Premièrement, le Conseil n’a pas ses propres locaux et les documents sont conservés dans la maison du secrétaire Icek Zielonego. Les recettes prévues pour l'utilisation des fours casher, des mariages et des circoncisions doivent être retirées du budget, car ces revenus sont dus au rabbin. D’autres accusations portent sur : le manque d’entretien de la synagogue historique, la planification irréaliste des revenus de l’abattage rituel et des bains. Dans ce dernier cas, il est prévu d’obtenir la somme de 3 000 złotys. Il est également souligné que les cotisations doivent être calculées sans centimes. La taxe d’abattage de 6 złotys à 20 gros est considérée comme correcte.
En 1927, le budget des recettes s’élève à 25 350 złotys. La cotisation moyenne est de 12 złotys. Du côté des dépenses, la majeure partie de la somme est consacrée au salaire du rabbin et des shohets. En 1927, le conseil d’administration de la communauté se réunit huit fois, principalement concernant les contributions et l'aide aux pauvres.
Le projet de budget pour 1928 indique que du côté des recettes, l’abattage est comptabilisé pour 12 350 złotys, les cotisations pour 1 798 złotys, le conseil d’administration pour 25 złotys, les commémorations pour 100 złotys, la montée à la Torah pour 491 złotys, la location des bains pour 1 231 złotys et la vente des matsoth pour 350 złotys. Du côté des dépenses, il est prévu d’allouer 5 760 złotys par an pour le salaire du rabbin, 1 200 złotys pour un assistant rabbin et 2 880 złotys par an pour les deux shohets. De l’avis de l’inspecteur, le conseil d'administration n’a pas discuté de questions aussi importantes que la rénovation de la synagogue avec des bardeaux pourris, de l’effondrement de la maison funéraire dans le cimetière ou de l’effondrement du mur du cimetière. De même, la maison de prière, l’école et la maison du rabbin sont négligées. La communauté ne dispose pas non plus de biens hypothéqués. Les livres de caisse sont considérés comme étant tenus de manière exemplaire.
En 1929, il est prévu de collecter 20 200 zlotys, dont 13 500 zlotys pour l’abattage rituel, 1 340 zlotys des cotisations, 50 zlotys de legs, 70 zlotys des commémorations, 490 zlotys pour la lecture de la Torah, 600 zlotys pour la location des bains, 294 zlotys sur la vente de matsoth, 260 zlotys sur les sièges de la synagogue et 710 zlotys de contributions volontaires. Du côté des dépenses, il est prévu : 5 700 zlotys par an pour le rabbin Baruch Kalma Szternfeld, et 3 000 zlotys par an pour les shohets Mendel Binsztok et Szloma Szajnfeld. Le chantre Alter Korenwald doit recevoir 250 zlotys, le secrétaire Icek Zielony 1 040 zlotys, l'instituteur Froim Mendelson 200 zlotys et le collecteur des taxes Alter Korcwald 400 zlotys. 3 000 zlotys sont prévus pour le maintien de la propreté, 1 000 zlotys pour soutenir les pauvres, 500 zlotys pour soigner les pauvres et 740 zlotys pour l’éducation religieuse.
En 1929, le conseil est toujours dirigé par le rabbin B.K. Szternfeld, et ses membres sont : Icek Moszek Jakobson, Lejbuś Gwercman et Icek Zielony. Le Conseil d’administration a tenu 14 réunions. La position du conseil d’administration est affaiblie par le conflit entre le rabbin et Icek Moszek Feder, qui désire le poste de rabbin assistant. Ce dernier est soutenu par I. Borzykowski, qui occupe le poste de mohel et pratique la circoncision dans la communauté depuis de nombreuses années. Les litiges portent également sur la dette, qui s’élève à 5 648,23 zlotys.
En 1930, la communauté compte 1 908 Juifs et 265 familles sont éligibles au paiement des cotisations. La cotisation la plus faible est de 2 zlotys. Les recettes prévues au budget doivent s’élever à 30 357 zlotys, dont 17 200 zlotys provenant de l’abattage, 3 980 zlotys des cotisations, 600 zlotys des bains, 50 zlotys de redevance pour l'entretien des tombes, 70 zlotys des commémorations et 1 000 zlotys provenant des offrandes volontaires. Pour les dépenses : salaire du rabbin B. K. Szternfeld 6 240 zlotys, salaire du boucher Wigdor Binsztok 3 640 zlotys, salaire de Szlama Szajnfeld 3 120 zlotys, du secrétaire 1 040 zlotys, du hazzan (cantor) 250 zlotys, l'instituteur 200 zlotys, le collecteur des taxes 500 zlotys. En plus, 650 zlotys sont prévus pour être alloués aux pauvres, 1 600 zlotys à la caisse d’assurance maladie et 6 000 zlotys à la réparation des bâtiments.
En 1931, la composition du conseil d’administration change. Le rabbin est toujours à sa tête, mais les membres sont : Chaim Paryzer, Lejbus Gwarcman, Chaim Rothsztajn et Enoch Zelcer. En 1932, il y a une controverse importante entre le conseil et la starostie au sujet du produit de l’abattage rituel. Le conseil d’administration a l’intention d’obtenir 9 000 zlotys et le staroste estime que 12 850 zlotys doivent être transférés dans les caisses de la communauté. La starostie est d’avis que cette source de revenus doit être utilisée au maximum lorsque la communauté a une dette permanente. La même année est ouverte la bibliothèque Bialik. 
En 1933, la ville est habitée par environ 1 500 Juifs, et 253 familles sont soumises à cotisation. Les montants des cotisations s'échelonnent de 5 à 1 000 zlotys. Le budget prévoit des recettes de 25 010 zlotys, dont 3 405 zlotys provenant des cotisations. Le problème le plus important concerne les cotisations impayées. Depuis 1926, 4 355,90 zlotys n’ont pas été collectés, mais la communauté espère toujours que certains d’entre eux le seront. Les principales dépenses sont les suivantes : le salaire du rabbin B.K. Szternfeld 6 240 zlotys, du boucher W. Binsztok 3 640 zlotys, de Sz. Sztajnfeld 3 129 zlotys, du hazzan Koronwald 250 zlotys, du secrétaire Mendelson 200 zlotys et le cout des différentes rénovations est chiffré à 8 784,64 zlotys.
En juillet 1937, à l'initiative du secrétaire de la communauté et directeur de la banque Fiszel Łabuski, l'association caritative Gemilus Chesed est fondée. En 1938, la communauté juive de Pilica compte 1 711 personnes, dont 217 familles sont soumises à cotisation. Les biens meubles sont estimés à 11 700 zlotys et les biens immobiliers à 62 000 zlotys; la dette quant à elle, s'élève à 11 186 zlotys.

### La Seconde Guerre mondiale et la fin de la communauté
Les Allemands conquièrent Pilica le 5 septembre 1939 au début de la Seconde Guerre mondiale. Lorsqu'ils entrent dans la ville, il reste environ 1 500 Juifs; quelques centaines de Juifs, principalement des jeunes hommes, réussissent à s'enfuir peu de temps avant leurs arrivées, vers la zone sous contrôle soviétique. Mais, certains d'entre eux vont retourner à Pilica. Des réfugiés juifs de la région et d'autres endroits de Pologne vont également être amenés à Pilica, et en deux ans, le nombre de Juifs dans la ville atteint environ 2 000. En octobre 1939, Pilica est rattachée au Gouvernement général et en décembre de la même année, elle est incluse dans le district de Miechów et relève de l'unité de gouvernement local de Wolbrom, ville située à 15 km au sud-est de Pilica. 
Le gouvernement allemand n'est pas directement implanté en ville, à l'exception d'un gendarme et laisse l'administration des affaires de la ville entre les mains du maire polonais. Les restrictions imposées à tous les Juifs du Gouvernement général s'appliquent obligatoirement également aux Juifs de Pilica. Ainsi, par exemple, fin 1939, ils sont contraints de porter un brassard blanc avec une étoile de David bleue. Cependant, comme les Allemands n'interviennent pas dans ce qui se passe dans la ville, les Juifs peuvent continuer à mener une vie presque normale jusqu'à l'automne 1941. Il n'y a pas de ghetto à Pilica et la plupart des Juifs continuent à vivre dans leurs appartements. Seuls quelques Juifs arrivent à gagner leur vie comme auparavant, grâce au commerce et à l'artisanat, mais beaucoup se retrouvent sans sources de revenus et doivent vendre leurs biens aux Polonais pour acheter de la nourriture. De temps en temps, les jours de marché, les gendarmes allemands de Wolbrom débarquent à Pilica et pillent à cette occasion les étals du marché juif et parfois aussi leurs habitations. 
À la fin de 1939, un Judenrat est fondé à Pilica, dirigé par Fogel, et une force de police juive est créée. De temps en temps, le Judenrat reçoit des rations alimentaires à distribuer aux Juifs. Le Judenrat et les représentants locaux de l'organisation Zydowska Samopomoc Spoleczna (JSS – Entraide sociale juive) de Cracovie aident les pauvres et les malades, ouvrent une soupe populaire pour les nécessiteux et les enfants et même ouvrent un hôpital et une clinique. Au début de 1941, des représentants de l'organisation médicale juive TAZ arrivent à Pilica et les enfants des pauvres sont soignés par le médecin communautaire. En septembre 1941, le Judenrat envisage d'ouvrir une école primaire pour 150 enfants âgés de 7 à 14 ans, mais on ignore si l'idée s'est concrétisée. En 1941, la municipalité de Pilica emploie 75 Juifs éligibles au travail de déneigement et à d'autres travaux saisonniers. En échange, ils reçoivent du Judenrat un salaire minimum et une allocation supplémentaire de 5 zloty par jour, ainsi qu'un demi-kilo de pains gratuitement deux fois par semaine.
À la fin de 1941, les règlements contre les Juifs dans le Gouvernement général se durcissent. Le nouveau chef de la sécurité à Wolbronn, Baumgarten, visite régulièrement Pilica, et ses visites conduisent souvent au meurtre de Juifs. Au printemps 1942, un important groupe de jeunes Juifs, forts et en bonne santé, est envoyé aux camps de travaux forcés de Płaszów et de Bochnia. Dans le courant de l'été 1942, alors que les Allemands ont déjà commencé à déporter les Juifs de la région vers les camps de concentration, un atelier de couture est ouvert pour confectionner des uniformes pour l'armée allemande.
Quelques semaines avant la déportation des Juifs de Pilica, des rumeurs circulent et de nombreux Juifs se rassemblent dans le bureau du président du Judenrat pour obtenir des permis de travail, dans l'espoir d'être ainsi sauvés. Le 5 juin 1942, les Juifs de Pilica sont informés de la déportation des Juifs de Słomniki, ville située à moins de 50 km de Pilica. À partir de l'été 1942, les nouvelles de la déportation de Juifs de nombreuses villes alentour circulent à Pilica. Beaucoup de Juifs, principalement des jeunes, en profitent pour s'enfuir et se cacher dans les bois environnants ou chez des voisins polonais compatissants. Le matin du 5 septembre 1942, un samedi, les Allemands ordonnent aux Juifs de Pilica de se présenter avec leurs biens sur la place du marché. Les Allemands fouillent alors les maisons et abattent sur place les Juifs qui n'ont pas obéi aux ordres. Sur la place du marché, les Allemands séparent les handicapés, les personnes âgées et les enfants, les conduisent au cimetière juif et les assassinent tous par balles. Les autres sont emmenés en wagons couverts jusqu'à Wolbrom où ils vont attendre, avec les Juifs de Wolbrom, Zarnowiec et de plusieurs villes voisines, sur le parking à côté de la gare. Le lendemain 6 septembre 1942, les Allemands procèdent à une sélection. La plupart des jeunes hommes sont séparés et envoyés dans différents camps de travail, tandis que les autres sont envoyés par train au camp d'extermination de Bełżec.
Sur environ 3 000 Juifs qui vivaient à Pilica au début de la guerre, 1 060 se trouvent à bord de ce transport vers les camps de la mort. Les autres ont été soit précédemment assassinés, soit envoyés dans des camps de travaux forcés ou ont fui et se sont cachés. Sept Juifs de Pilica et de Wolbrom qui avaient fui lors de cette Aktion sont arrêtés à Żarki et immédiatement exécutés. Un groupe de Juifs de Pilica, principalement des membres du Judenrat et des policiers juifs avec leurs familles (selon les témoignages, environ 60 familles, et selon une autre version, 44 personnes) n'ont pas été inclus dans cette déportation et sont restés à Pilica. Après la première déportation, des Juifs d'autres villes de la région sont amenés à Pilica. Tous sont logés ensemble dans plusieurs maisons voisines à côté de la synagogue, dans des conditions de surpeuplement terribles et avec presque aucun mobilier ni ustensiles de ménage, car après la première déportation, les maisons abandonnées des Juifs ont été dévalisées par les Allemands et les Polonais et vidées de leur contenu. Les Juifs restés à Pilica sont employés à rassembler, nettoyer et organiser les biens abandonnés par les déportés. Au début du mois de novembre 1942, les Allemands vont assassiner les derniers Juifs de Pilica. Cette fois encore, certains réussissent à fuir ou à se cacher, d'autres se réfugient dans les ghettos de Będzin et de Sosnowiec dans la zone annexée au Reich. 
Au printemps 1942, un groupe de jeunes Juifs fonde à Pilica une section de la ŻOB (Żydowska Organizacja Bojowa – Organisation juive de combat). Elle comprend des membres de l'Hashomer Hatzaïr, de Gordonia, de Poale Zion et de Freiheit, au total 60 personnes. Ils s'installent à Podgórze, un village à 8 km de Pilica, dans des huttes et des étables et réussissent à acheter quelques armes avec l'aide de Fogel, le président du Judenrat. Ils entrent en contact avec des membres du PPS ((Parti socialiste polonais) opérant sous les ordres d'un certain commandant Rudolf. Ils sont aussi en contact avec les mouvements clandestins juifs et polonais à Będzin, Opoczno et Jędrzejów. Après la déportation des Juifs de Pilica, ils vont se cacher dans des granges et des bunkers avec l'aide d'agriculteurs polonais, la famille Rogorzinski et Sandra et Bronislaw Janus. En janvier 1943, les Allemands découvrent leurs caches. Après plusieurs heures de combat, tous les combattants juifs sont tués, à l'exception d'Ester Ruszinek, de son cousin Berek Ruszinek et de Szmuel Poliwoda qui réussissent à s'échapper.   
Le 15 janvier 1943, la gendarmerie allemande fusille Maria Rogoziński (38 ans) et son fils d’un an (Piotr Rogoziński) dans le château de Pilica pour avoir caché des Juifs. Un garde local est également abattu pour ne pas avoir signalé la présence de Juifs dans son village. Puis, le 14 novembre 1943, les gendarmes fusillent Piotr Domagała (36 ans) de Dobr, village situé à 5 km de Pilica, pour avoir caché des Juifs. Son corps est enterré au cimetière de Pilica. Toujours à Pilica, près de la forêt derrière le monastère, les Allemands abattent les neuf membres de la famille Janus ainsi que les Juifs qu’ils cachaient. Bronisław Janus, le seul survivant, a reçu la médaille de Juste parmi les nations.
Actuellement, il n'y a plus de Juif à Pilica. Le site où se trouvait l'ancien cimetière est maintenant occupé par un grand magasin. Le nouveau cimetière, établi en 1842, conserve 327 matzevot (pierres tombales) qui ont échappé à la destruction.

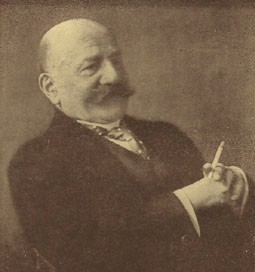
Alexander Moszkowski

## Personnalités juives nées à Pilica
- Izydor Birnbaum (1836-1912), industriel, membre de la Société de crédit de Łódź et du Comité de construction de la synagogue de Łódź[24]
- Alexander Moszkowski (1851-1934), écrivain et satiriste allemand

## Évolution de la population juive
| Population juive à Pilica |                      |                 |                      |
| Date                      | Population de Pilica | Nombre de Juifs | Pourcentage de Juifs |
| 1765                      | -                    | 506             | -                    |
| 1787                      | 1 122                | 274             | 24,4 %               |
| 1789                      | 1 310                | 366             | 27,9 %               |
| 1790                      | 1 280                | 286             | 22,3 %               |
| 1821                      | 2 572                | 1 278           | 49,7 %               |
| 1827                      | -                    | 1 096           | -                    |
| 1869                      | 3 357                | 2 267           | 67,5 %               |
| 1887                      | 4 378                | 3 095           | 70,7 %               |
| 1897                      | 3 975                | 2 688           | 67,6 %               |
| 1916                      | 3 299                | 1 877           | 56,9 %               |
| 1925                      | -                    | 2 850           | -                    |
| 1930                      | -                    | 1 908           | -                    |
| 1933                      | -                    | ~1 500          | -                    |
| 1938                      | -                    | 1 711           | -                    |